# Alchemilla hirtipedicellata
Alchemilla hirtipedicellata är en rosväxtart som beskrevs av Sergei Vasilievich Juzepczuk. Alchemilla hirtipedicellata ingår i släktet daggkåpor, och familjen rosväxter. Inga underarter finns listade i Catalogue of Life.